# Peter Leysner
Peter Gustav Leysner (geboren am 17. Januar 1805 in Krefeld; gestorben am 11. April 1880 ebenda) war ein preußischer Verwaltungsbeamter, 1834 bis 1844 Bürgermeister von Krefeld und von 1844 bis 1880 Landrat des Kreises bzw. Landkreises Krefeld.

## Leben
Der Protestant Peter Leysner war der Sohn des Kaufmannes Johann Nicolaus Leysner (gestorben vor 1825) und dessen Ehefrau Margaretha Leysner, geborene Sohmann aus einer „achtbaren und wohlhabenden Familie in Krefeld“. Nach dem Besuch des Gymnasiums in Düsseldorf studierte er in Bonn (Immatrikulation am 24. Oktober 1825), Heidelberg und Berlin Rechts- und Kameralwissenschaften. Seine juristische Ausbildung fortsetzend trat er am 4. Juni 1829 als Auskultator bei dem Stadtgericht Berlin ein. Nach seiner Ernennung zum Gerichtsreferendar zunächst ab dem 22. August 1831 am Hofgericht Arnsberg tätig, wechselte er im Weiteren an das Landgericht Köln.
Nach seiner Wahl vom 31. August 1834 und der Bestätigung vom 29. April bekleidete Leysner für 10 Jahre das Amt des Bürgermeisters seiner Geburtsstadt Krefeld. 1844 schließlich bat der Krefelder Hermann von Beckerath den Oberpräsidenten der Rheinprovinz Eduard von Schaper sich für Leysner bei der Besetzung der seit 1840 durch sechs Kurzzeitvertretungen verwalteten Krefelder Landratsstelle auszusprechen, da dieser auch die Gewähr biete, als Landrat des Kreises Krefeld die Interessen der zu diesem Zeitpunkt noch kreisangehörigen Stadt Krefeld angemessen zu vertreten. Bei der Landratswahl standen der Stadt Krefeld 3 gegen 17 Stimmen zu, während es nach der Bevölkerungszahl wie dem Steueraufkommen mehr als die Hälfte des Gesamtkreises ausmachte. Die Landratswahl vom 31. August 1844 verlief letztlich erfolgreich. Leysner erhielt mit Allerhöchster Kabinettsorder vom 5. Februar 1845 seine Bestallung „unter Dispensation vom Vorbesitze und ohne Vorbehalt“, seine Einführung in das Amt folgte am 6. März. Leysner sollte der am längsten amtierende Landrat des Kreises Krefeld bleiben. Am 29. Mai 1879 mit der Charakterisierung als Geheimer Regierungsrat von höchster Stelle geehrt, suchte Leysner am 23. Januar 1880 um seine Pensionierung nach, die ihm mit Dimissoriale vom 19. März 1880 zum 1. April 1880 bewilligt wurde.

## Familie
Peter Leysner heiratete am 8. August 1838 in Krefeld Virginia Thusnelda Höninghaus (geboren am 20. Juli 1811 in Krefeld; gestorben 1847), eine Tochter des Seidenwarenfabrikanten und späteren Rentners Wilhelm Höninghaus und dessen Ehefrau Maria Anna Höninghaus, geborne Hornemann.